# Dirphia satanas
Dirphia satanas är en fjärilsart som beskrevs av Jones. Dirphia satanas ingår i släktet Dirphia och familjen påfågelsspinnare. Inga underarter finns listade i Catalogue of Life.